# Vitor e Leo (2002)
Vitor e Leo é o primeiro álbum da dupla sertaneja Victor & Leo, foi lançado em 2002 pela gravadora Number One Music. Foi o primeiro CD comercial lançado pela dupla, ainda intitulada Vitor e Leo, que a partir do trabalho seguinte, Vida Boa (2004) passou a ser chamada de Victor & Leo.
Em 2004, a canção "Deus e Eu no Sertão" foi regravada no álbum Vida Boa, e posteriormente, em 2008 no álbum Borboletas, com Victor na voz principal. As canções "Não Vá Pra Califórnia" e "Sonhos e Ilusões em Mim" foram regravadas nos discos Boa Sorte pra Você e Amor de Alma, respectivamente
As canções "Do Outro Lado do Rádio" e "Esse Alguém Sou Eu'' foram regravadas por Daniel e Leonardo, respectivamente, sendo que esta última foi usada como faixa-título e música de trabalho do disco Esse Alguém Sou Eu Ao Vivo, de Leonardo.

## Faixas
| N.º | Título                        | Compositor(es)               | Duração |  |
| 1.  | "Não Vá Pra Califórnia"       | Victor Chaves                | 3:36    |  |
| 2.  | "Através Da Vidraça"          | Fauze / Jamil / Alvaro Troni | 3:48    |  |
| 3.  | "Esse Alguém Sou Eu"          | Victor Chaves                | 3:37    |  |
| 4.  | "Deus e Eu no Sertão"         | Victor Chaves                | 4:33    |  |
| 5.  | "Escondendo o Jogo"           | Ed Wilson / Gilson           | 3:35    |  |
| 6.  | "Não Minta Pra Mim"           | Leo Chaves                   | 3:58    |  |
| 7.  | "Sonhos e Ilusões em Mim"     | Victor Chaves                | 4:25    |  |
| 8.  | "Do Outro Lado Do Rádio"      | Victor Chaves                | 4:53    |  |
| 9.  | "Esperanças Não Morrem Assim" | Victor Chaves                | 3:56    |  |
| 10. | "Ritmo da Chuva"              | John Gummoe / Demétrius      | 3:23    |  |
| 11. | "Pra Mim Só Tem Você"         | Victor Chaves                | 4:19    |  |